# Michael Bohl
Michael Bohl är simtränare i Australien. Under sin tid med Queensland Swimming har Bohl tränat OS-simmare Glen Housman, Nicholas Sprenger (2:a plats vid 4 x 200 m frisim lagkapp i Aten) och Maxine Seear (Triathlon, Aten).
Bphl har också tränat världsstjärnor i aquathon, simning över öppet vatten. Bland annat har han tränat Brendan Capell (guld och silver på 25 km World Open Water Championships 2004 och 2005) och Josh Santacaterina (guld på 25 km World Open Water Championships 2006). Andra simmare inom aquathon som tränas av Bohl är Trudee Hutchinson och David Browne.
En annan simmare som tränas av Bohl, är Stephanie Rice. Rice tog 2 individuella guld vid Samväldesspelen 2006. Vid OS i Peking tog hon 3 guldmedaljer och satte 2 världsrekord.